# Ryszard Herba
Ryszard Herba (ur. 15 stycznia 1957, zm. 9 stycznia 2024) – polski aktor.

## Życiorys
W dzieciństwie uczęszczał na zajęcia aktorsko-muzyczne w teatrze Kalambur we Wrocławiu. Początkowo przez rok studiował instrumentalistkę na Akademii Muzycznej im. Karola Lipińskiego we Wrocławiu. Następnie ukończył studia na Akademii Sztuk Teatralnych im. Stanisława Wyspiańskiego w Krakowie (filia we Wrocławiu) na wydziale aktorskim. Popularność przyniosła mu rola złomiarza Stefana Roleckiego w serialu Lombard. Życie pod zastaw.

## Filmografia
- 1983: Wyszodajność (etiuda szkolna) – wnuczek
- 1984: Cała ty – młody policjant (odc. 2)
- 1988: Odejście głodomora (spektakl telewizyjny) – Jonasz
- 1994: Trójkąt bermudzki – sąsiad Kozłowski (odc. 11)
- 2004: Fala zbrodni – ojciec Olafa (odc. 21)
- 2011: Głęboka woda – Dzida (odc. 5)
- 2015: Kowal (etiuda szkolna) – kowal
- 2015: Policjantki i policjanci – Kacper Maćkowski (odc. 128)
- 2017: Pokot – sprzedawca na targowisku
- 2017–2023: Lombard. Życie pod zastaw – Stefan Rolecki
- 2017: Policjantki i policjanci – Bolesław Kaczorowski (odc. 265)
- 2018: The filmakers - a prequel – scenarzysta
- 2018: Oko za oko – menel Świr (odc. 17-18)
- 2018: Ach gdy tak błądzę – uczestnik AA
- 2018: Sprawiedliwi – Wydział Kryminalny – Antoni Polewka (odc. 182)
- 2018: Sprawiedliwi – Wydział Kryminalny – Paweł Rocki (odc. 244)
- 2019: Volley of the gods – żebrak
- 2019: Pierwsza miłość – Zibi, członek boysbandu „Funny Coolers”
- 2019: Piękna sierpniowa noc (etiuda szkolna) – bezdomny
- 2019: Sprawiedliwi – Wydział Kryminalny – Mieczysław Kasprzak (odc. 311)
- 2019: Sprawiedliwi – Wydział Kryminalny – Lesio Smoręda (odc. 348)
- 2020: Pierwsza miłość – menel
- 2020: Lipski (etiuda szkolna) – dozorca
- 2020: Sprawiedliwi – Wydział Kryminalny – Roman Sakwa, były gangster (odc. 376)
- 2021: Bogaci i bezrobotni – Kozłowski (odc. 9)
- 2022: Trolle (etiuda szkolna) – stary troll
- 2023: Krejzi patrol – złodziej Władek (odc. 51)